# Diahann Carroll
Diahann Carroll (Bronx, Nova York, 17 de juliol de 1935 - Los Angeles, 4 d'octubre de 2019) fou una actriu i cantant estatunidenca.

## Biografia
En haver aparegut en pel·lícules com Carmen Jones (1954) i Porgy and Bess (1959), ambdues dirigides per Otto Preminger, va protagonitzar la sèrie de televisió Julia (1968-71), pionera en la seva època a presentar personatges d'ètnia negra en papers protagonistes. Després, Carroll va adquirir enorme popularitat amb el paper de Dominique Deveraux en la reeixida soap opera Dinastia. També fou coneguda pel seu paper de June en la sèrie televisiva White Collar.
Carroll va estar casada quatre vegades. La primera va ser amb el productor Munte Kay, amb el qual va tenir una filla, Suzanne Kay Bamford. El 1973, Carroll va sorprendre els mitjans en casar-se amb Fred Glusman quan semblava compromesa amb el productor David Frost. Setmanes després, ella va presentar el divorci, culpant-ne Glusman per abús físic. El 1975, es va casar amb Robert DeLeon. Va enviduar dos anys després quan el seu marit va morir en un accident de cotxe. El quart i últim matrimoni va ser amb el cantant Vic Damone el 1987, de qui es divorcià el 1991.
Va ser una supervivent del càncer de mama i esdevingué una activista contra la malaltia.

## Filmografia
Filmografia:
- 1954: Carmen Jones d'Otto Preminger: Myrt
- 1959: Porgy and Bess d'Otto Preminger: Clara
- 1960: Peter Gunn (sèrie TV), de Blake Edwards: Dina Wright
- 1961: No em diguis adéu (Goodbye Again) d'Anatole Litvak: cantant de club de nit
- 1961: París Blues de Martin Ritt: Connie Lampson
- 1967: Hurry Sundown d'Otto Preminger: Vivian Thurlow
- 1968: The Split de Gordon Flemyng: Ellie Kennedy
- 1968 - 1971: Julia (sèrie TV): Julia Baker
- 1974: Claudine de John Berry: Claudine
- 1975: Death Scream (telefilm), de Richard T. Heffron: Betty May
- 1984 - 1987: Dinastie: Dominique Deveraux (temporades 4 a 7)
- 1991: The Five Heartbeats de Robert Townsend: Eleanor Potter
- 1997: Eve's bayou (L'estany de l'Eva) (Eve's Bayou) de Kasi Lemmons: Elzora
- 2006 - 2011: Grey's Anatomy: Jane Burke
- 2009 - 2014: White collar (sèrie TV): June (temporades 1 a 5)
- 2010: Patricia Cornwell: At risk de Tom McLoughlin (TV): Nana
- 2010: The Front de Tom McLoughlin: Nana
- 2013: Peeples (Eve's Bayou) de Tina Gordon Chism: Nana Peeples
- 2013: The Masked Sant de Warren P. Sonoda: la Sra. Edna
- 2017: The Greatest Showman de Michael Gracey: Joice Heth

## Discografia
- Diahann Carroll Sings Harold Arlen Songs (1957)
- Best Beat Forward (1958)
- The Persian Room Presents Diahann Carroll (1959)
- Porgy and Bess (1959)
- Diahann Carroll and the André Previn Trio (1960)
- Fun Life (1961)
- Modern Jazz Quartet (1962)
- Showstopper! (1962)
- The Fabulous Diahann Carroll (1963)
- A You're Adorable: Love Songs for Children (1967)
- Nobody Sees Me Cry (1967)
- Diahann Carroll (1974)
- A Tribute to Ethel Waters (1978)
- The Time of My Life (1997)

## Premis i nominacions

### Nominacions
- 1963: Primetime Emmy a la millor actriu per Naked City
- 1969: Primetime Emmy a la millor actriu en sèrie còmica per Julia
- 1970: Globus d'Or a la millor actriu en sèrie de televisió musical o còmica per Julia
- 1975: Oscar a la millor actriu per Claudine[6]
- 1975: Globus d'Or a la millor actriu musical o còmica per Claudine
- 1989: Primetime Emmy a la millor actriu convidada en sèrie còmica per A Different World
- 2008: Primetime Emmy a la millor actriu convidada en sèrie dramàtica per Grey's Anatomy